# モンテレオーネ・ロッカ・ドリーア
モンテレオーネ・ロッカ・ドリーア（イタリア語: Monteleone Rocca Doria）は、イタリア共和国サルデーニャ州サッサリ県にある、人口約100人の基礎自治体（コムーネ）。

## 地理

### 位置・広がり

#### 隣接コムーネ
隣接するコムーネは以下の通り。
- パドリア
- ロマーナ
- ヴィッラノーヴァ・モンテレオーネ